# Lempdes-sur-Allagnon
Lempdes-sur-Allagnon è un comune francese di 1 343 abitanti situato nel dipartimento dell'Alta Loira della regione dell'Alvernia-Rodano-Alpi.

## Società

### Evoluzione demografica
Abitanti censiti